# 세르비아 국립박물관

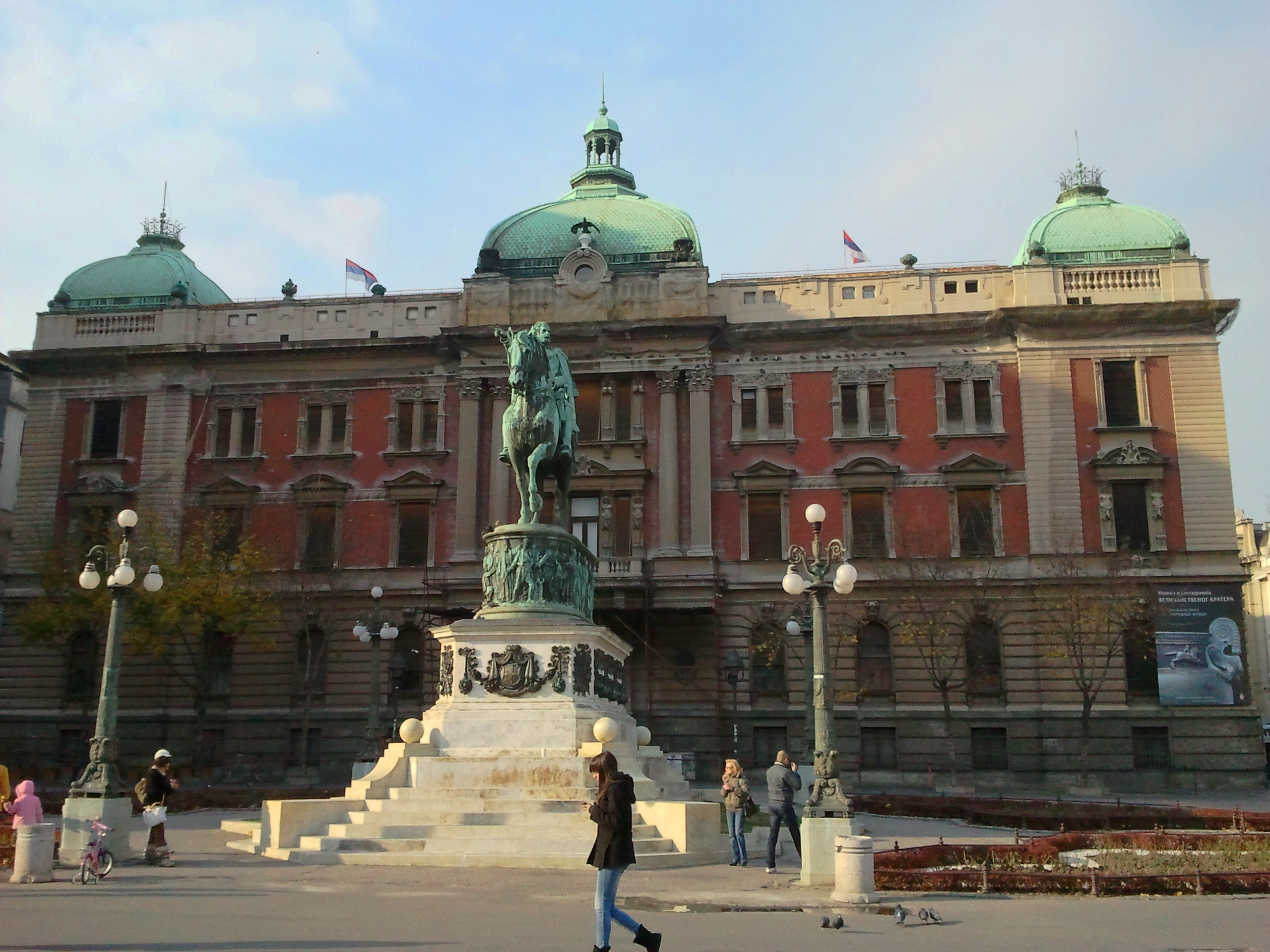
세르비아 국립박물관

세르비아 국립박물관(세르비아어: Народни музеј)은 세르비아 베오그라드에 위치한 국립박물관이다.